# Камерата-Пичена
Камерата-Пичена (итал. Camerata Picena) — коммуна в Италии, располагается в регионе Марке, в провинции Анкона.
Население составляет 1917 человек (2008 г.), плотность населения составляет 165 чел./км². Занимает площадь 12 км². Почтовый индекс — 60020. Телефонный код — 071.
Покровителем коммуны почитается святая Екатерина Александрийская, празднование 25 ноября.

## Демография
Динамика населения:

## Администрация коммуны
- Официальный сайт: http://www.provincia.ancona.it/comuni/CamerataPicena/ Архивная копия от 8 мая 2010 на Wayback Machine